# Spoorwegtunnel van Overberg

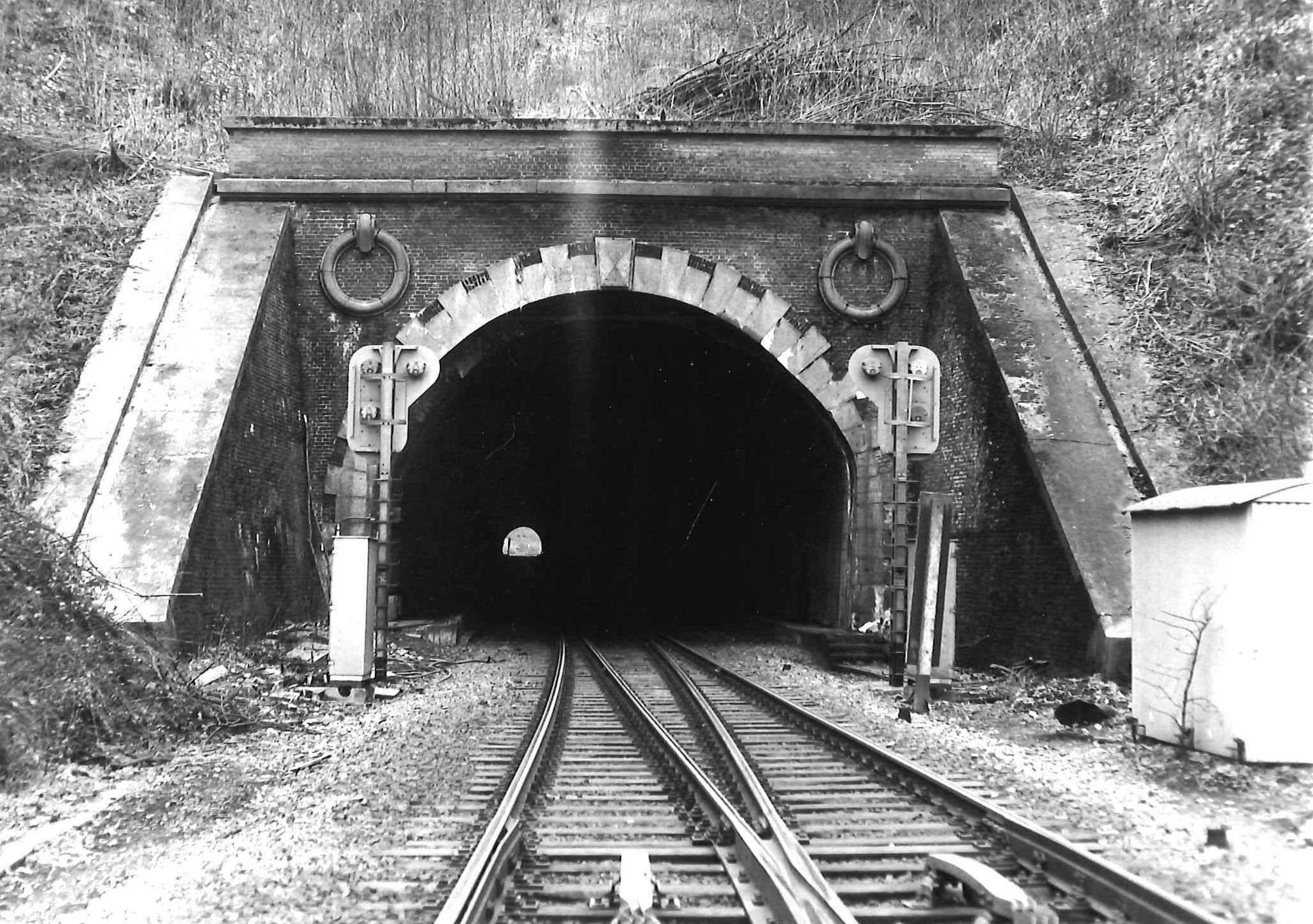
Spoorwegtunnel van Overberg

De Spoorwegtunnel van Overberg is een tunnel in de tot de Oost-Vlaamse gemeente Geraardsbergen behorende plaats Overboelare, gelegen onder de Hoge Buizemont.
De tunnel werd aangelegd in de jaren 1861-1865 ten behoeve van de spoorlijn 's-Gravenbrakel-Gent. Het is een gebogen tunnel onder de Hoge Buizemont en één van de weinige spoorwegtunnels in Vlaanderen.